# Attiswil
Attiswil és un municipi del cantó de Berna (Suïssa), situat al districte de Wangen i a l'actual districte administratiu d'Oberaargau.